# بياشيلي
كان بياشيلي (بالإنجليزية: Piyassili أو Piyaššili) (توفي حوالي 1315 قبل الميلاد)، والمعروف أيضًا باسم شاري-كوشوخ (بالإنجليزية: Sarri-Kusuh أو Šarri-Kušuḫ)، أميرًا حيثيًا وابنًا وسطًا للملك سابيليوليوما الأول - أصغر من الوريث أرنوواندا الثاني لكنه أكبر من الخليفة الملك مورشيلي الثاني وربما أكبر من الأمير الحيثي زانانزا أيضًا. بعد أن أبرم الملك سابيليوليوما الأول معاهدة مع شاتيوازا ابن الملك توشراتا من ميتاني، وتزوج من إحدى بناته، قاد بياسيلي جيشًا حيثيًا وضع شاتيوازا على عرش هانيغالبات. وبحسب مصادر حيثية، عبر بياشيلي وشاتيوازا نهر الفرات في كركميش، ثم ساروا ضد إيرريدو الموجودة بالفعل ضمن أراضي مملكة ميتاتي الحورية. استمر الثنائي في اتجاه الشرق بعد سيطرتهم على إيرريدو وحران نحو واشوكاني وربما احتلوا العاصمة تايتي أيضًا.

## سيرة شخصية
بعد أن أصبح شاتيوازا حاكماً لهانيغالبات (ميتاني) تابعاً للحيثيين، أعطى سوبيلوليوما لبياشيلي الاسم الحوري «شاري-كوشوخ» وإقليم أشتاتا (مع مدن إيكالتي وأهونا وتيرقا) وكركميش، التي كانت تنتمي سابقاً إلى هانيغالبات. «وجميع مدن أرض كركميش ومورموريك وشيبري ومازواتي وشورون - هذه المدن المحصنة - أعطيتها لابني». ويبدو أن كامل أراضي هانيغالبات غربي الفرات قد خضعت للحكم الحيثي المباشر وكان يحكمها بياشيلي.
عندما هاجم المصريون قادش، حاصر سابيليوليوما الأول المدينة واستعادتها. تم ترحيل الناس وعين سابيليوليوما الأول بياشيلي حاكمًا لتلك المدينة أيضًا. جاء بياشيلي بينما كان لا يزال يحمل اسم «شاري-كوشوخ» لمساعدة مورشيلي في الحملة ضد أرزاوا حوالي عام 1320 قبل الميلاد. ثم عاد بياشيلي إلى كركميش.
مرض بياشيلي وتوفي قبل السنة التاسعة من حكم مورشيلي الثاني. اندلع تمرد في قادش ونوخاششي بعد وفاته. أصبح ابن بياشيلي ملكًا على كركميش بعد أن تم قمع التمرد وبعد تعيينه من قبل عمه مورشيلي الثاني.